# Невеста

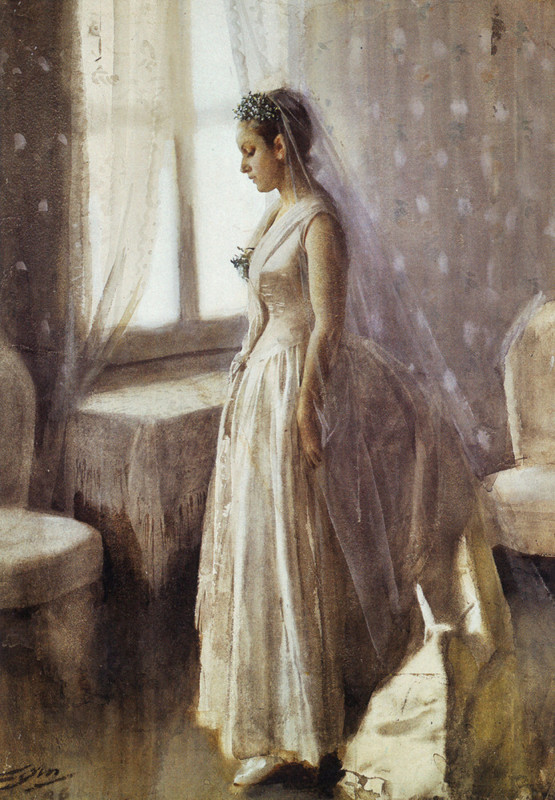
Андерс Цорн «Невеста» (1886)

Неве́ста (ст.-слав. нєвѣста — от не и ве́дать, то есть «неизвестная», «незнакомая») — девушка или женщина, вступающая в брак. Неофициально девушка считается невестой с момента согласия на предложение руки и сердца. Официально — с момента подачи заявления в ЗАГС. В разговорной речи невеста — также «девушка, достигшая брачного возраста».

## Этимология
Слово «невеста» происходит от праславянского слова, от которого в числе прочих произошли: ст.-слав. нєвѣста (νύμφη), рус. невеста, неве́стка, укр. наречєна, бел. няве́ста, болг. невя́ста (в значении «невеста, молодая женщина»), сербохорв. нѐвjеста («невеста, невестка»), словен. nevẹ́sta, чеш. nevěsta, словац. nevesta, пол. niewiasta («женщина»), в.-луж. ńewěsta. Первоначальное значение слова — «неизвестная» (не и ве́дать), как в в.-луж. wěstу — «известный, определённый», а ńewěsty — «неизвестный». Невеста — «новейшая» в роде, то есть только что вступившая в семью. Табуистическое название должно было защитить женщину, вступающую в чужой для неё дом — дом её жениха, от злых духов; этим же объясняется и наличие у неё свадебного покрывала. Все прочие этимологии сомнительны.
Встречаются диалектальные формы обозначения невесты: молодуха, молодая, молодайка, заручница.

## Славянские традиции

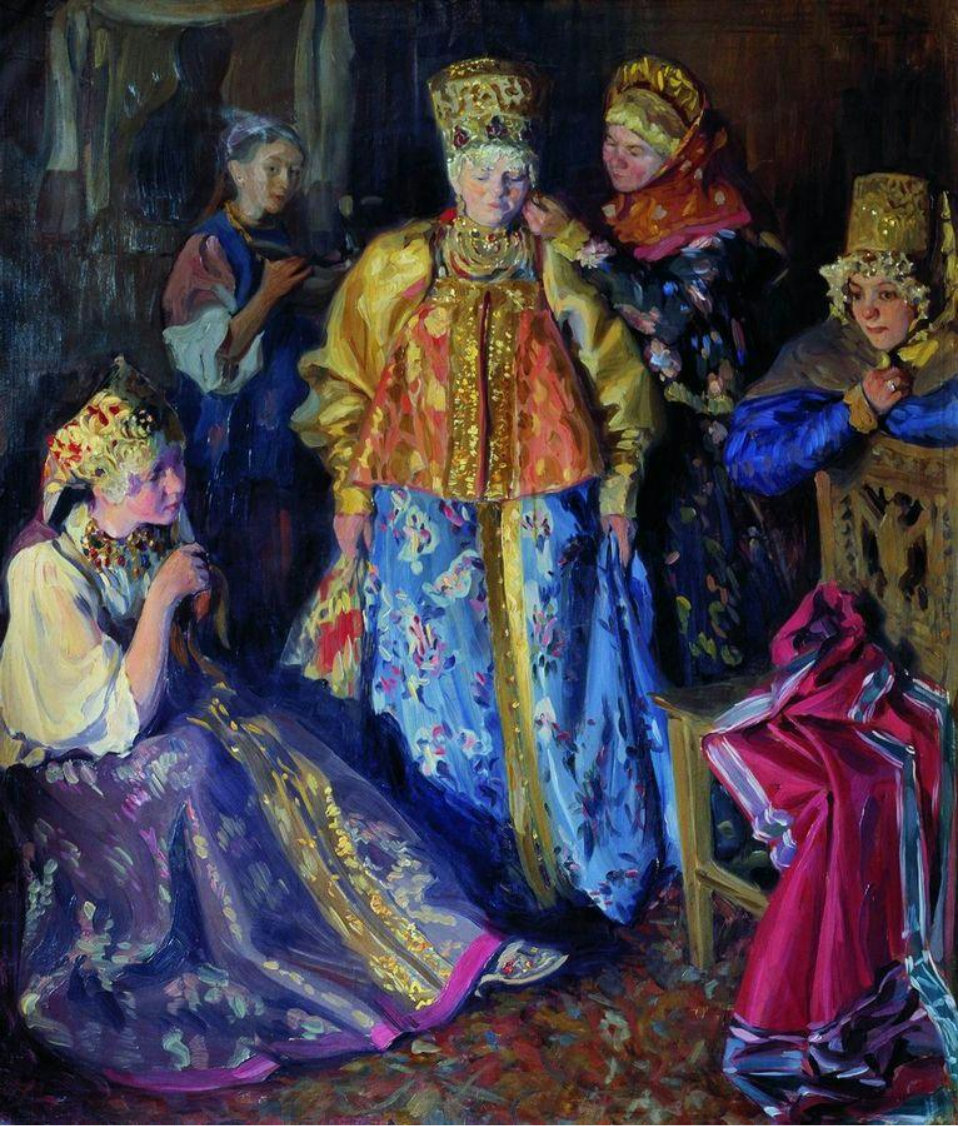
И. С. Куликов «Убор невесты» (1907)

Преобразование социального статуса невесты символически осмыслялось как смерть в прежнем качестве и рождение в новом. Процесс обрядового «перехода» для невесты более актуален, чем для жениха, поскольку ей приходится переходить на чужую сторону, в новую семью. Поэтому большинство оберегов, вступающих в силу после сватовства, касается именно невесты; обрядность, связанная с ней, разнообразнее, чем у жениха, как активнее и участие самой невесты в обряде. Многочисленные ритуально-магические действия и запреты, связанные с невестой, направлены на установление новых социально-родственных отношений, обеспечение счастливого и прочного брака, любви и согласия, достатка и хозяйственного благополучия, здоровья и долгой жизни, деторождения, скорейшего замужества подруг невесты.

### Название
«Невестой» часто начинали именовать девушку уже по достижении брачного возраста. Невеста с богатым приданым называлась у русских богачунья; получающая в приданое пахотный участок — деревенщина; имеющая много нарядов и вещей — борошнистая невеста; пользующаяся успехом благодаря своей красоте и нарядам — славнуха, славутница, славенка. Предбрачный сговор сторон завершался обручением, или помолвкой, после чего до свадьбы невеста получала особые названия: рус. сговоренка, запорученка, порученица, бел. заручоная, княгіня, укр. княгиня, наречена, пол. narzeczona, словац. verenica, snúbenica, slúbenica, в.-луж.  slubeńca, slabjena, болг. главеница годеница, сербохорв. вереница, заручница, словен. zarocenka и т. д. Некоторые наименования, присваиваемые невесте в это время, были действительны далее на самой свадьбе (бел. маладая, укр. молода, пол. (panna) młoda и др.) и после свадьбы вплоть до рождения ребёнка (рус. том. невестка), а некоторые применялись к невесте только на обручении (макед. армасница). У русских невеста называлась княгиней, княжной обычно только на свадьбе, у лужичан — knežna после оглашения помолвки в церкви в воскресенье перед свадьбой. После венчания и перемены причёски и головного убора невеста получала новые названия, например, рус. молодая, молодица, молодуха, молодушка, молодка и др. После свадьбы невеста сохраняет прежние наименования (рус. невеста, молодая, молодка, молодуха, молодушка, молодица, пол. młoducha, болг. булка, млада невяста, сербохорв. млада, младица) и получает некоторые новые (рус. вьюница, см. Вьюнишник), которые действуют в течение определённого времени после свадьбы: полгода, весь первый год брака, до беременности или рождения ребёнка, в течение года и больше, до трех и более лет, пока молодую жену не начинают называть «бабой».

### Одежда и украшения
Венок невесты плели из калины, барвинка и пахучих трав (бел., укр., пол.). По представлениям болгар, в венке должна обязательно присутствовать калина, тогда молодые будут любить друг друга.

## Галерея

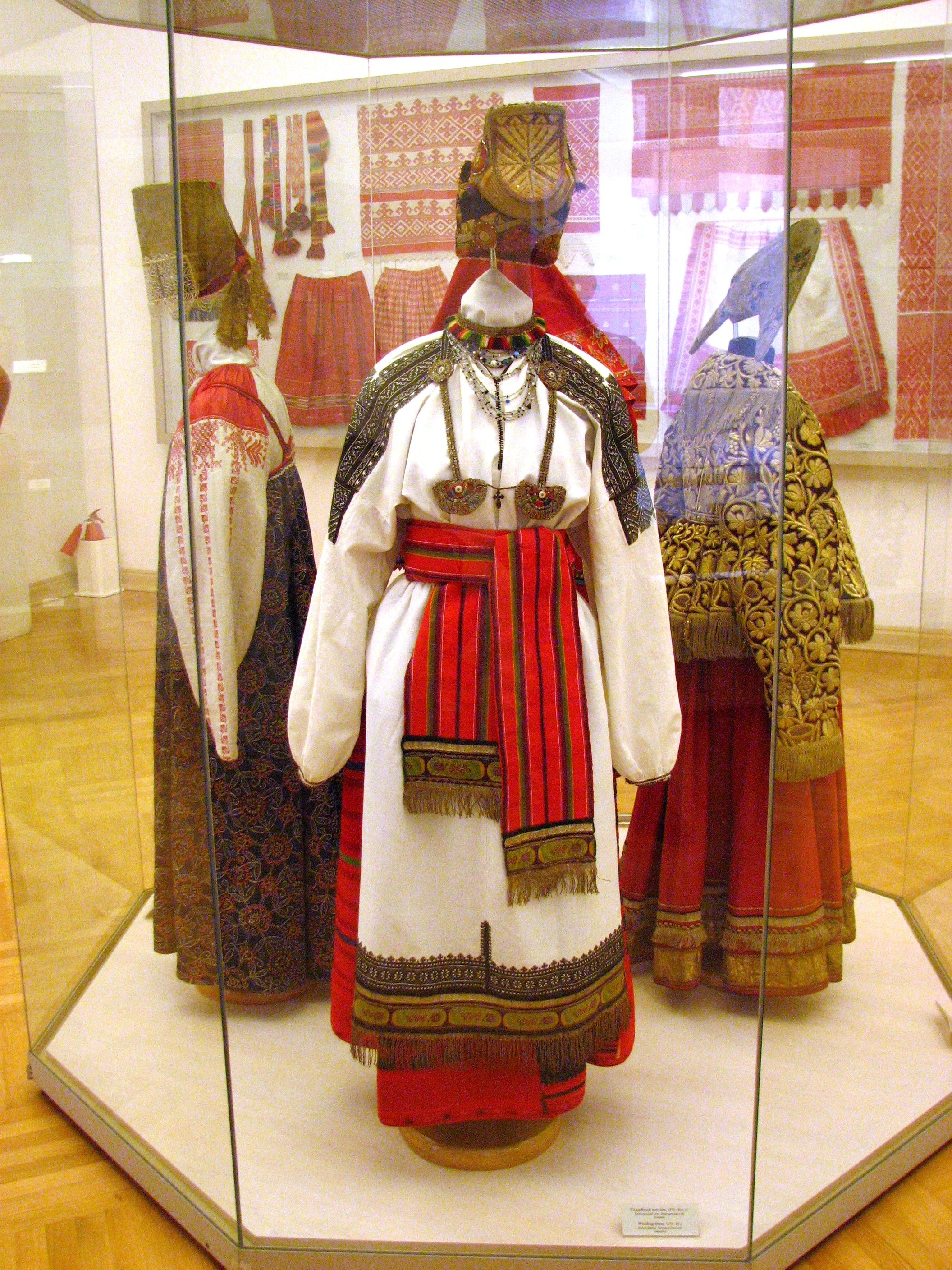
Женский свадебный костюм Воронежской губернии, 1870—1880 годы.
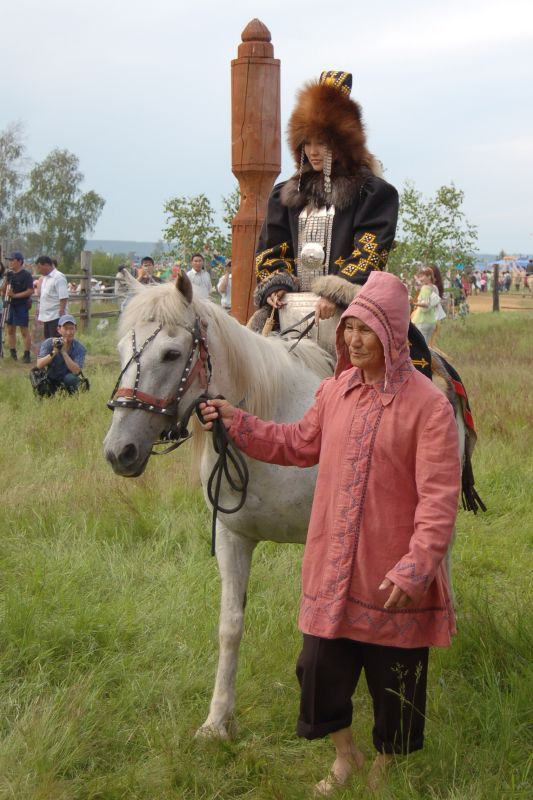
Якутская невеста в традиционном одеянии верхом на лошади
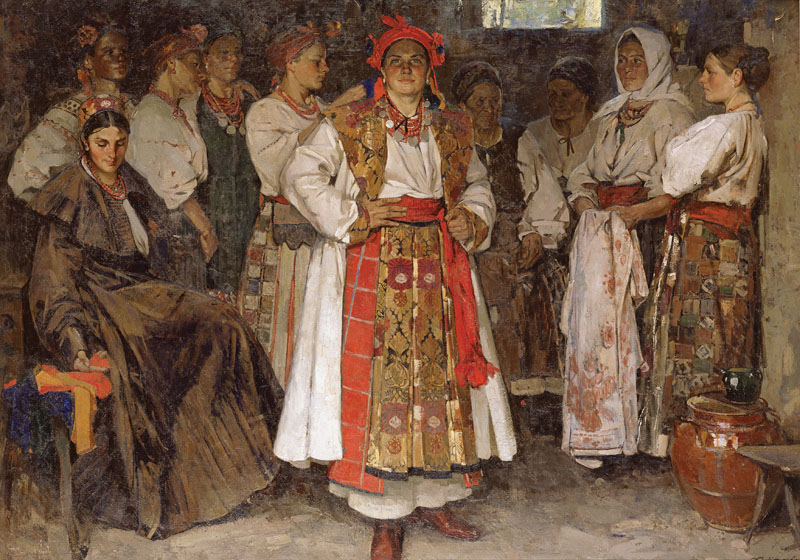
Ф. Г. Кричевский «Невеста» (1910). Национальный художественный музей Украины
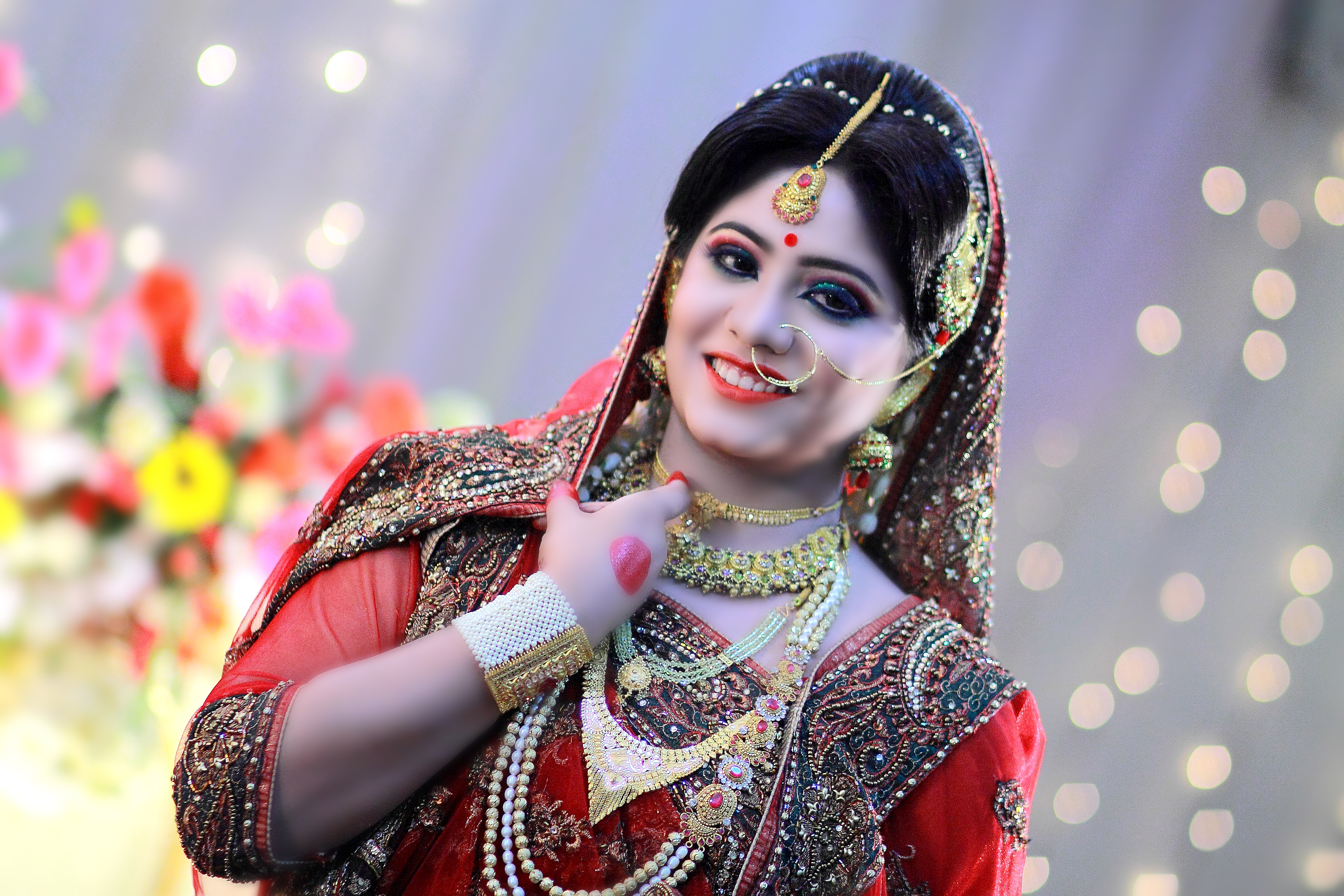
Невеста из Бангладеш
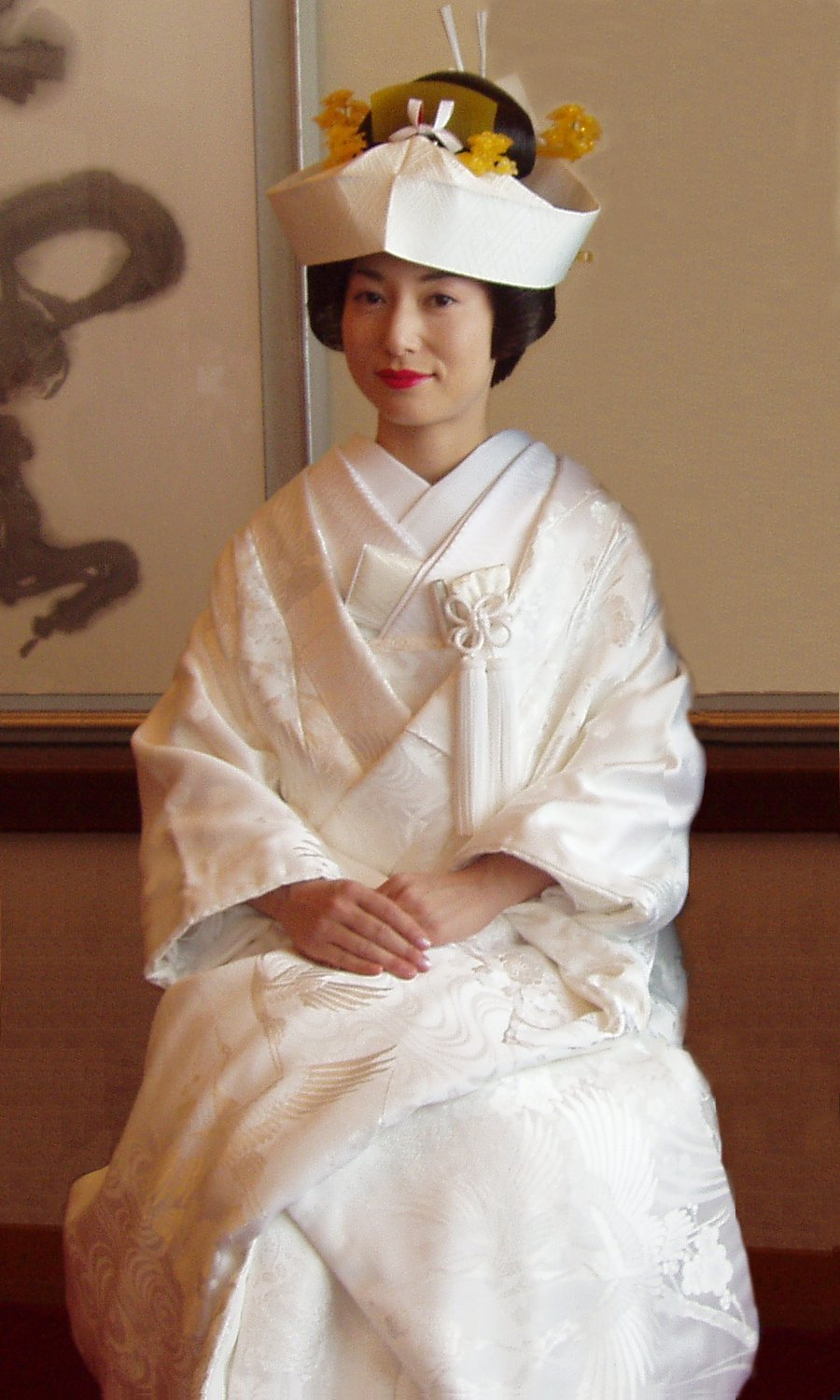
Японская невеста в свадебном кимоно
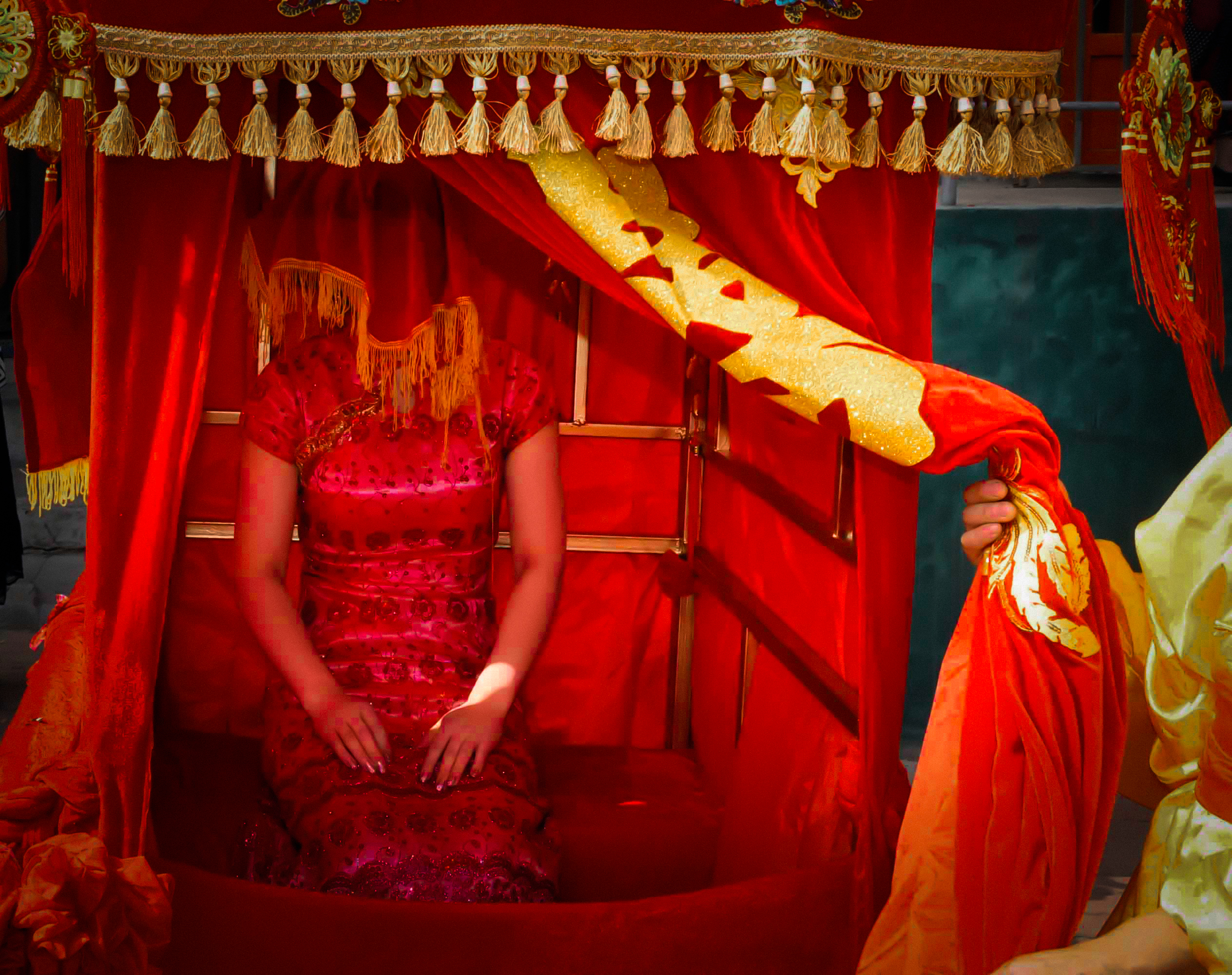
Китайская невеста облачается в красное и прибывает на церемонию в свадебном паланкине
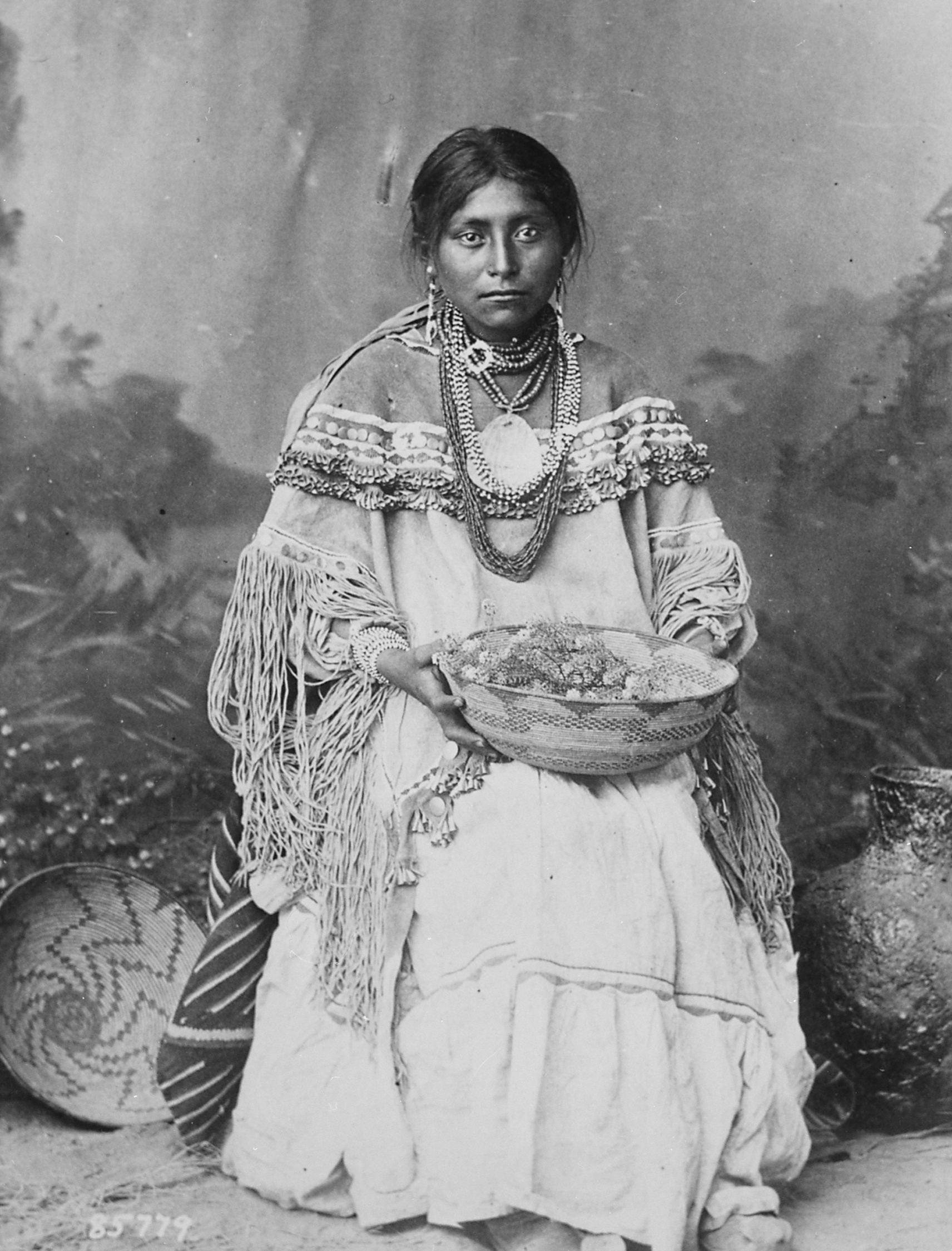
Невеста племени апачи.
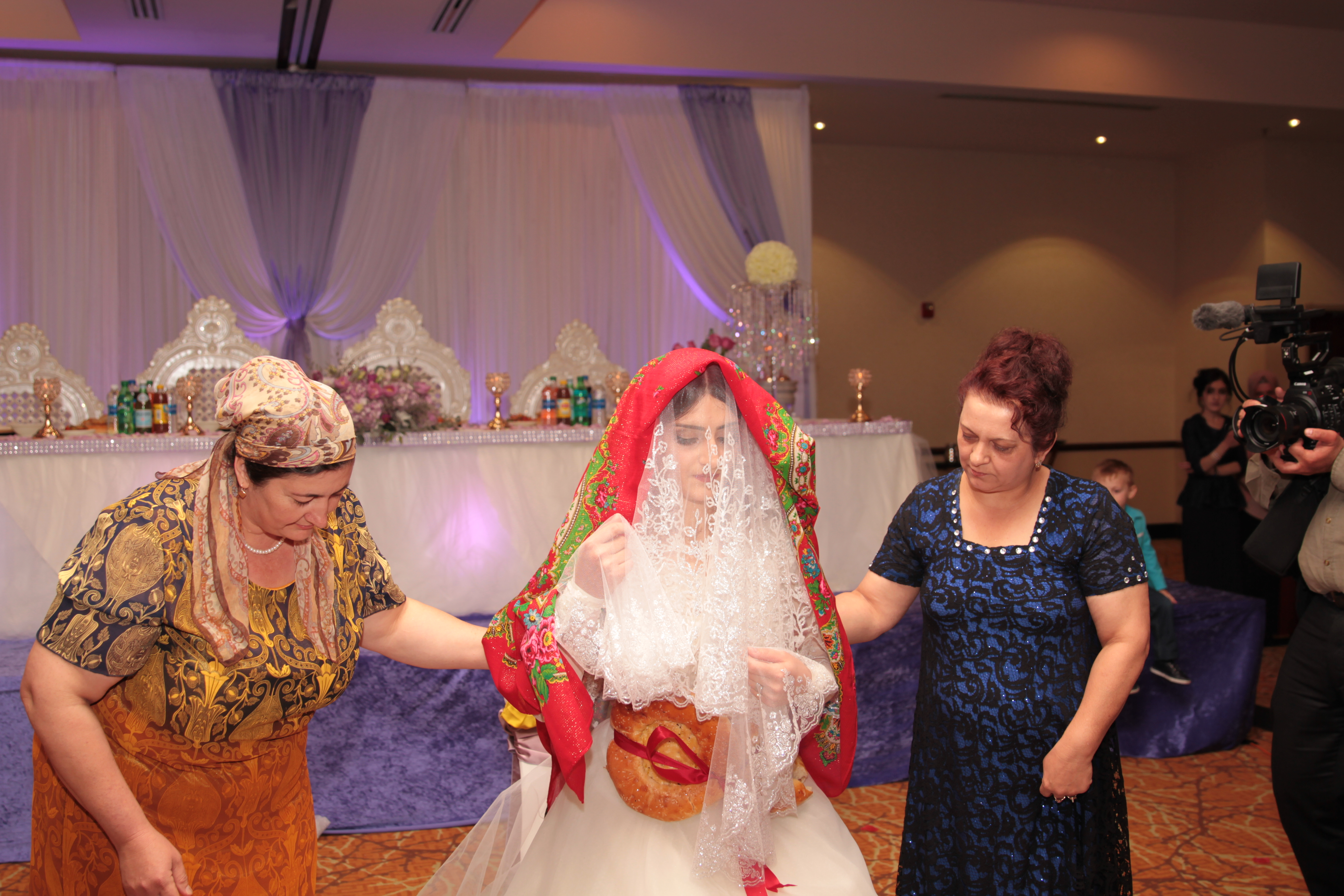
Месхетинская невеста (в центре)
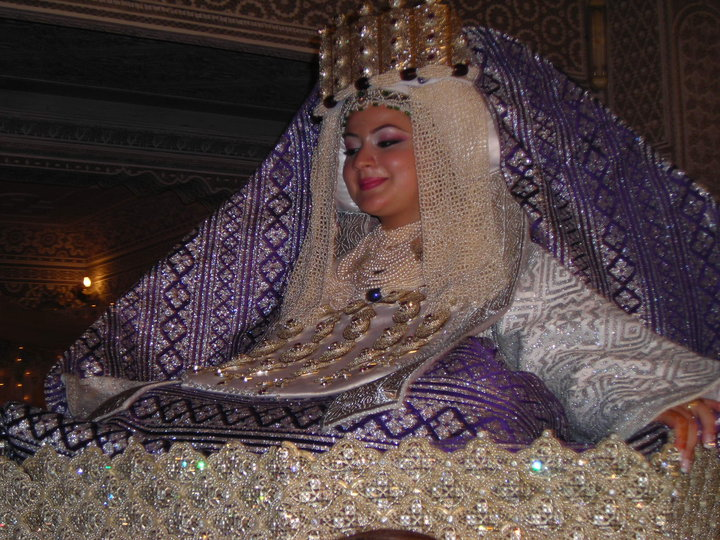
Марокканская невеста
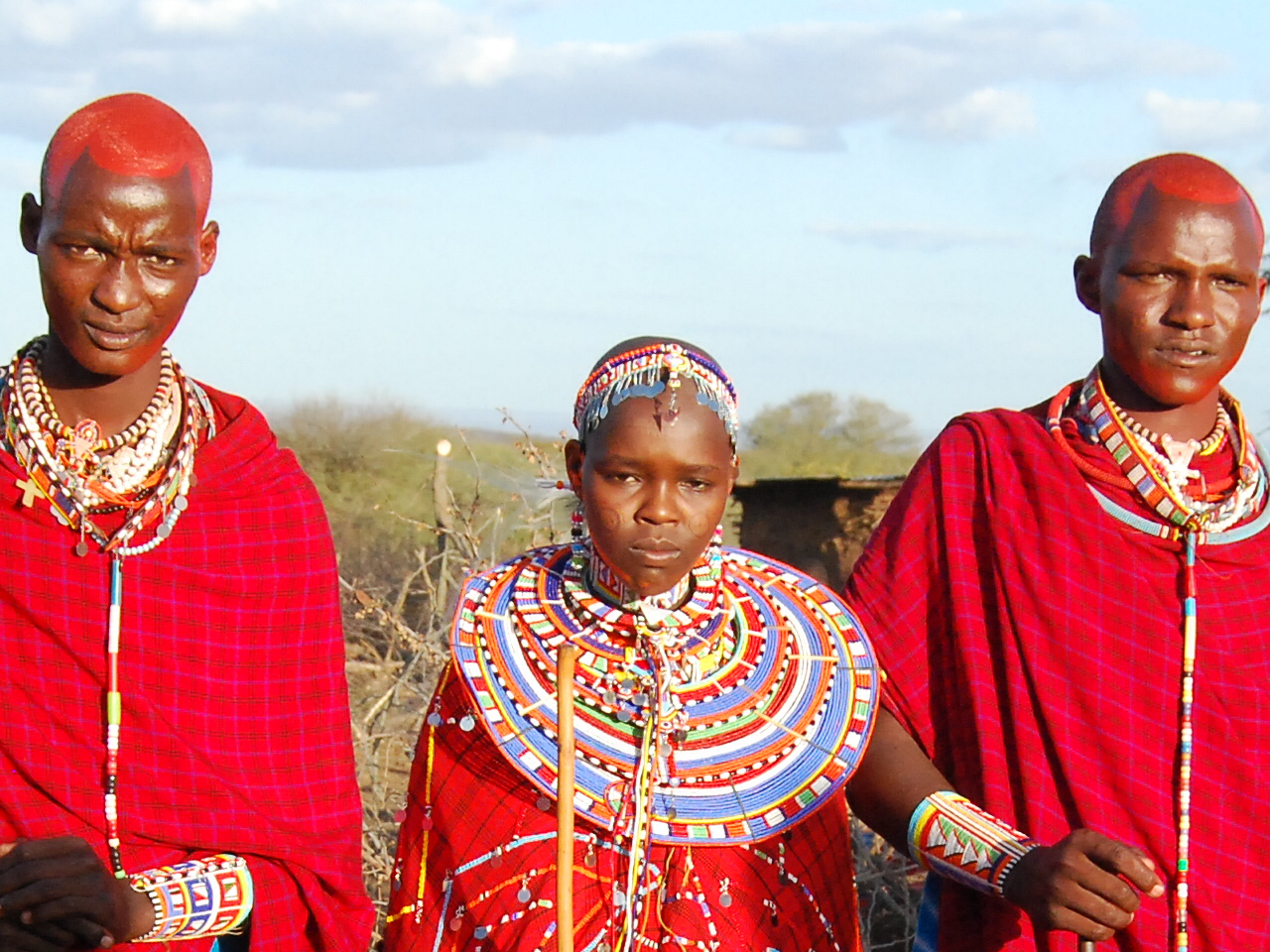
Кенийская невеста (в центре)
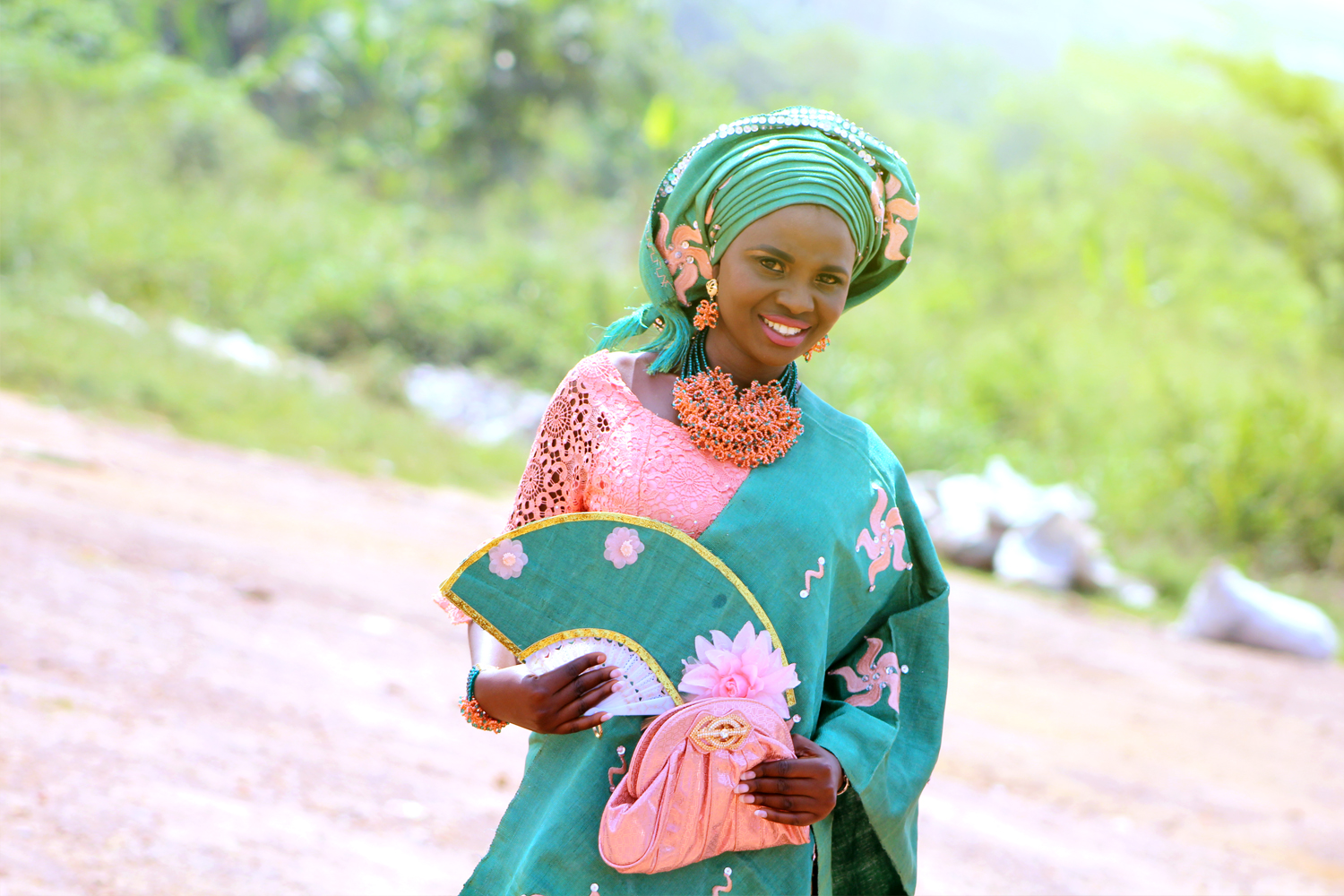
Нигерийская невеста
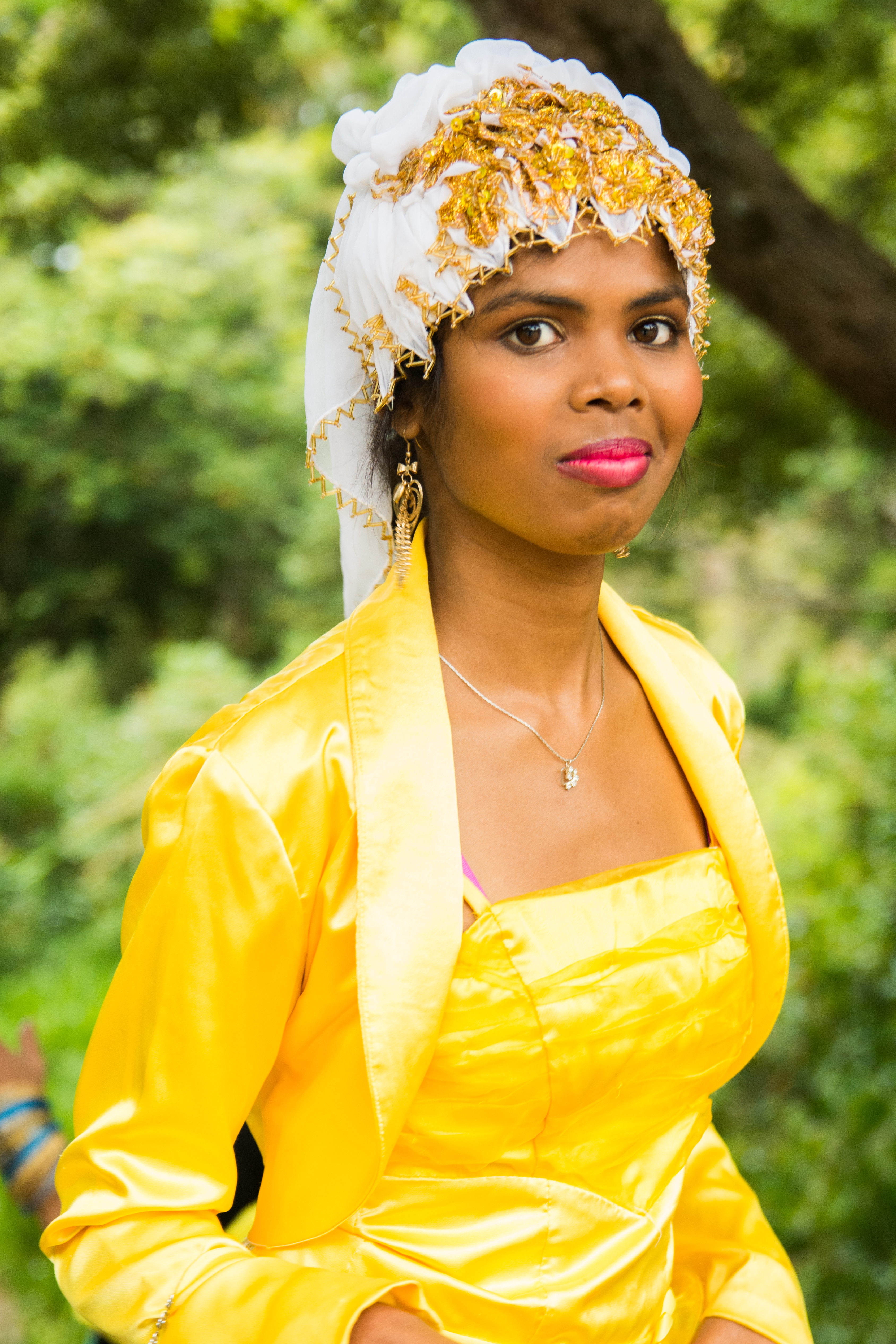
Невеста из ЮАР
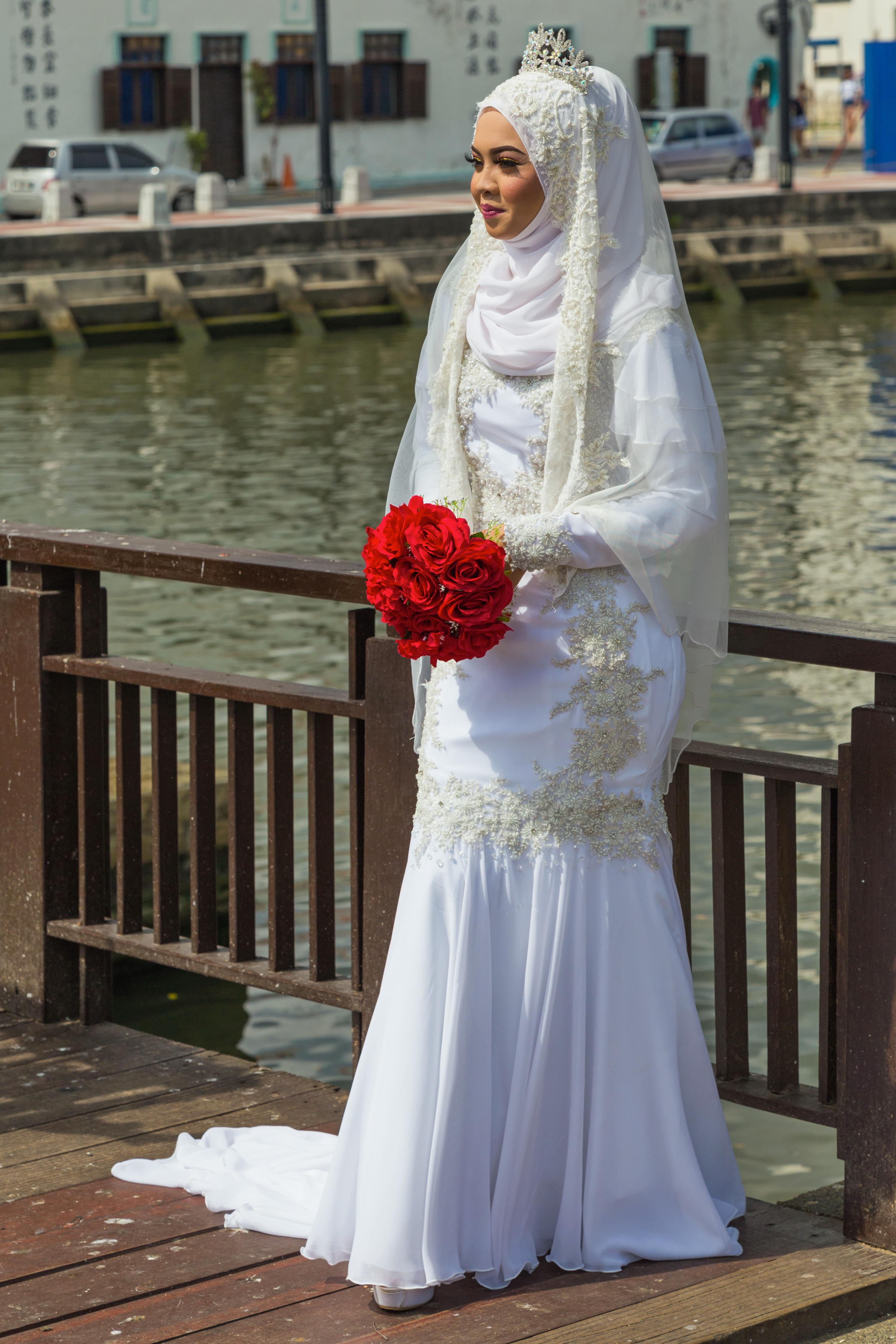
Невеста из Малайзии